# Quadratnotation

Der Introitus Nos autem im 4. Ton mit der farbig ausgestalteten Initiale N in handschriftlicher Quadratnotation mit Notenschlüssel sowohl in C- als auch in F am Beginn der Zeilen und Custodes am Ende der Zeilen. Die lateinischen Textangaben oben rechts beziehen sich auf die Verwendung für das Proprium vom 3. Mai, an dem das Fest der Kreuzauffindung (in roter Schrift: In inventione sanctae crucis) gefeiert wurde.

Unter Quadratnotation versteht man in der Geschichte der Notenschrift die letzte Entwicklungsstufe der Tonhöhen anzeigenden (diastematischen) Neumen vor der Einführung der zusätzlich die Tonlängen anzeigenden Modalnotation, die vorwiegend für den Gregorianischen Choral Verwendung findet. Die rhythmische Differenzierung ist bei der ursprünglichen Quadratnotation immer angedeutet. Seit dem Beginn der Restitution um die Mitte des 19. Jahrhunderts wurden der Quadratnotation Zeichen für Dehnungen und Tonverlängerungen hinzugefügt, die den Rhythmus besser differenzieren (Neographie).

## Entwicklung
Quadratnoten haben ihren Namen von der vorwiegend quadratischen Form der Notenzeichen durch die Benutzung von Federkielen. Quadrate und Rauten waren damit einfacher zu schreiben als Kreise oder andere Formen. Alternativ entstand die durch schräg gestellte Federn hergestellte Hufnagelnotation mit Rauten als Notenköpfen. Ihren Ursprung hat die Quadratnotation in der Erfindung der horizontalen Neumenlinien und der Notenschlüssel durch Guido von Arezzo in der ersten Hälfte des 11. Jahrhunderts. Mit diesem Notationssystem war es möglich, die Tonhöhe einzelner Töne zu beschreiben und somit auch die Tonintervalle festzulegen. Die ursprüngliche Quadratnotation enthält jedoch kaum Angaben zur Länge der Töne, so dass die Interpretation der Gesänge häufig mensuralistisch oder zeitweise sogar äqualistisch war. Diese Interpretationsformen gelten jedoch heute als veraltet, die reiche Rhythmisierung in den adiastematischen Neumensystemen, wie sie in verschiedenen, damals größtenteils noch nicht publizierten Handschriften zu finden sind, stehen dem entgegen.
Die heute in der Kirchenmusik verbreiteten römischen Choralneumen wurden im 19. Jahrhundert standardisiert nach dem Vorbild der seit dem Ende des 12. Jahrhunderts üblichen Quadratneumen, wie sie zum Beispiel in der abgebildeten Jenaer Liederhandschrift zu finden sind. In den modernen liturgischen Chorbüchern wird bewusst die alte Notation verwendet. In neueren Veröffentlichungen werden die Quadratneumen teilweise auch in der Notation der weiterentwickelten Neographie wiedergegeben, die eine bessere Differenzierung der Rhythmen erkennen lässt.
In einer leicht modernisierten Abwandlung werden die quadratischen Neumen noch heute in der katholischen Liturgie in den entsprechenden Choralbüchern des Gregorianischen Chorals verwendet, wie zum Beispiel dem Liber Usualis oder dem Graduale Romanum. Neuere Choralbücher, wie das Graduel neumé (1966), das Graduale Triplex (1979) oder das Graduale Novum (2011) zeigen neben der Quadratnotation auch noch adiastematische Neumen, die direkt über oder unter den quadratischen Neumen hinzugefügt sind. Die Sänger können dann anhand der Quadratneumen die eindeutigen relativen Tonhöhen identifizieren und sich anhand der adiastematische Neumen den genauen Rhythmus erschließen.

## Beschreibung

Beginn des Kyrie aus dem Ordinarium der elften Choralmesse im 1. Ton mit der Initiale K im gedruckten Notenbild des Graduale Romanum

Die Melodie wird von links nach rechts gesungen, wobei beim Pes, bei dem beide Quadrate übereinander stehen, zuerst der untere Ton gesungen wird. Der Text steht mit dem ersten Vokal der jeweiligen Silbe unter der ersten zu dieser Silbe gehörenden Neume.
Die Melodien sind üblicherweise in einer der acht Kirchentonarten und diatonisch notiert, die durch eine entsprechende römische oder arabische Ziffer angegeben wird.
Der erste Buchstabe des Liedtextes wird häufig als Initiale gesetzt.

### Neumenlinien
In der Quadratnotation werden für die Notation der Melodien meist vier horizontale Neumenlinien verwendet, die vier Tonhöhen im Terzabstand festlegen. Eine der Neumenlinien wird durch einen Notenschlüssel der Tonhöhe C oder F zugeordnet. Diese Tonhöhe ist jedoch nicht absolut, sondern beschreibt lediglich einen Ton, der über einem der beiden Halbtöne der Tonskala liegt. Der Notenschlüssel kann auf jeder der vier Linien liegen, abhängig von der Tonlage des Stücks. Es ist auch möglich, dass der Schlüssel bei einer neuen Zeile auf einer anderen Linie liegt. In einigen Handschriften sind auch beide Notenschlüssel gleichzeitig gesetzt. Für Tonhöhen, die mindestens eine Terz höher als die oberste Neumenlinie oder mindestens eine Terz tiefer als die unterste Neumenlinie liegen, werden Hilfslinien eingesetzt.

Notenschlüssel in der Quadratnotation
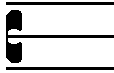
C-Schlüssel
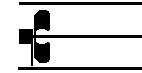
F-Schlüssel

### Asteriscus

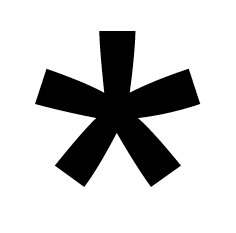
Asteriscus

Ein Asteriscus (Sternchen *) im Text zeigt an, an welcher Stelle die Choralschola in den durch einen einzelnen oder mehrere Kantoren begonnenen Versgesang einstimmt.

### Einzeltonneumen
Die einfachste Einzeltonneume ist das Punctum. Sie wird auch als Brevis bezeichnet. Eine Neume mit vertikalem Notenhals rechts an der Quadratneume wird Virga („Stöckchen“), oder auch Longa genannt. Eine Sonderstellung unter den Einzeltonneumen nimmt das Quilisma ein, das gezackt dargestellt und üblicherweise als leichte Durchgangsnote oder mit einem leichten Vibrato gesungen wird und in der Regel im Zusammenhang mit einem Pes auftaucht. Bei bestimmten Dreifachtonneumen (beispielsweise beim Climacus) wird das quadratische Punctum um 45° auf die Seite geneigt, so dass das rautenförmige Punctum inclinatum entsteht.

Einzeltonneumen
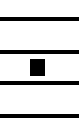
Punctum
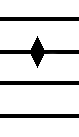
Punctum inclinatum
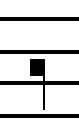
Virga
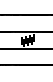
Quilisma

### Mehrtonneumen
Für Silbenfolgen, bei denen die erste mit einem Konsonanten endet und die zweite mit einem Konsonanten beginnt, werden oft Liqueszenzen verwendet, bei der in der Quadratnotation der letzte Ton der ersten Silbe als kleine Stichnoten dargestellt wird. Diese Darstellung soll die Sänger darauf hinweisen, die Konsonanten getrennt zu artikulieren, was für deutsche Muttersprachler in der Regel aber keine Probleme darstellt, da solche Konsonantenfolgen in der deutschen Sprache häufig sind.

Quadratnotation von vier Doppeltonneumen als Ligaturen (links oben und unten eine Clivis, rechts oben und unten ein Pes)

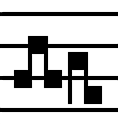
Quadratnotation eines Torculus resupinus flexus

Mehrere Einzeltonneumen können zu verschiedenen Doppeltonneumen und Dreifachtonneumen oder mehrere solcher Gruppenneumen zu Mehrgruppenneumen zusammengesetzt werden. Der Torculus resupinus flexus (Abbildung siehe rechts), ist zum Beispiel aus der Dreifachtonneume Torculus und der Doppeltonneume Clivis (Synonym für Flexa) zusammengesetzt.

### Alteration
Der Ton auf der Tonhöhe H kann durch die Notation des B molle um einen Halbton nach unten alteriert werden. Eine solche Alteration gilt gegebenenfalls für das gesamte Melisma auf dem entsprechenden Vokal. Die Notation des B durum hebt diese Alteration wieder auf.

Tief- und Hochalteration in der Quadratnotation
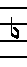
B molle
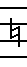
B durum

### Custos

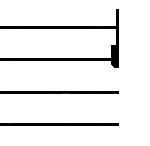
Custos am Ende der Neumenlinien

Am Ende einer Neumenzeile wird häufig ein Custos (lat. für Wächter) gesetzt, der die Tonhöhe des ersten Tons der nächsten Zeile angibt. Der Custos ist ein Hilfszeichen und besteht aus einer halbierten Neume, die nicht gesungen wird, sondern dazu gedacht ist, dass der Sänger leichter den Anschluss an die erste Neume der nächsten Zeile findet.

### Dehnungszeichen
Dehnungen beziehungsweise Tonverlängerungen können durch Morae hinter einer Einzeltonneume und Episeme über oder unter einer Neume oder Gruppenneume verdeutlicht werden. Eine Mora wird durch einen Punkt hinter der Neume angezeigt, ein Episem wird durch einen Strich über oder unter der Neume angezeigt. Der Iktus wird durch einen senkrechten Strich angezeigt, wird aber als Betonungszeichen heute meist nicht mehr beachtet.

Beispiele für Morae in der Quadratnotation bei Einzeltonneumen
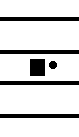
Einzeltonneume zwischen den Linien
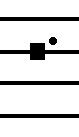
Einzeltonneume auf der Linie
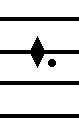
Punctum inclinatum auf der Linie

Beispiele für Episeme in der Quadratnotation
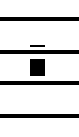
Episemiertes Punctum
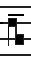
Episemierte Clivis
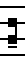
Episemierter Pes
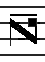
Episemierter Porrectus
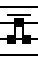
Episemierter Torculus

Die Zusatzzeichen wie der Punkt, das vertikale und horizontale Episem, das Bindezeichen zwischen Noten und das Komma auf der obersten Linie (hier nicht gezeigt) wurden von den Mönchen von Solesmes in ihren (sehr verbreiteten) Choralausgaben eingetragen. In Originalhandschriften der Quadratnotation sind diese Interpretationszeichen nicht vorhanden.

### Pausae
Atemzäsuren oder Pausen zur Gliederung des Textes werden durch die Pausae gekennzeichnet. Sie sind bei Gesängen, die im Original in adiastematischer Schreibweise vorliegen, hinzugefügt worden, um den Sängern eine bessere Orientierung zu geben. Die Pausenzeichen haben keine fest vorgegebene Länge und sind auch nicht in einem Metrum verankert. Die pausa finalis steht üblicherweise am Ende eines Verses.

Pausenzeichen in der Quadratnotation
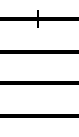
Pausa minima (kleinste Pause)
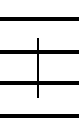
Pausa minor (kleine Pause)
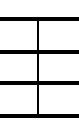
Pausa maior (große Pause)
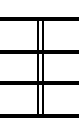
Pausa finalis (Schlusspause)

In den Choralbücher (in Quadratnotation) aus Solesmes werden diese Zeichen auch als Zeichen der Formgliederung angedeutet (lateinisch signa interpunctionis), beziehungsweise divisio minima, minor, maior et finalis.

## Digitaler Satz
Die Quadratnotation ist nicht der primäre Fokus moderner Notensatzprogramme. Einige enthalten dennoch Funktionen zum Setzen von Quadratnotation oder sind sogar extra dafür geschrieben.
- Lilypond erlaubt auch den Satz von Quadratnotation und anderen älteren Notationssystemen. Dieses Feature wird allerdings nicht weiterentwickelt.
- capella enthält einen Zeichensatz für Quadratnotation einschließlich gebräuchlicher Ligaturen.
- Gregorio ist ein Programm, das extra für diesen Zweck gemacht wurde. In Verbindung mit LaTeX bietet es qualitativ hochwertigen Notensatz. Zahlreiche Abteien nutzen es für Veröffentlichungen.
- Grégoire ist ein proprietäres WYSIWYG-Programm für die Quadratnotation.[3]